# Theodor von Hellens
Lars Theodor von Hellens, född 11 oktober 1826 i Åbo, död där 13 december 1896, var en finländsk friherre, jurist, ämbetsman och lantmarskalk. Han var sonson till Carl Niclas von Hellens och far till Valde Hirvikanta samt Oskar och Albert von Hellens.
von Hellens blev student 1842, auskultant vid Åbo hovrätt 1849, advokatfiskal 1863, assessor 1865, hovrättsråd 1871, senator och ledamot av Justitiedepartementet 1874, chef för Civilexpeditionen 1882 och president i Åbo hovrätt 1884. Han var vid flera lantdagar en av ridderskapets och adelns i synnerhet i juridiska frågor mest inflytelserika medlemmar och fungerade under lantdagen 1877–78 som vice lantmarskalk och kallades 1894 till lantmarskalk. Han lyckades inte i högre mån tillvinna sig ståndets förtroende, vilket delvis berodde på den byråkratiska hållning han iakttog, delvis även på grund av sjukdom. Han upphöjdes 1895 i friherrligt stånd.